# Guido Buchwald
Guido Buchwald, nemški nogometaš in trener, * 24. januar 1961, Zahodni Berlin, Zahodna Nemčija.
Za nemško reprezentanco je odigral 76 uradnih tekem in dosegel štiri gole.